# USS Cape Gloucester (CVE-109)
USS Cape Gloucester (CVE-109) là một tàu sân bay hộ tống lớp Commencement Bay được Hải quân Hoa Kỳ chế tạo trong Chiến tranh Thế giới thứ hai. Nó là chiếc tàu chiến duy nhất của Hải quân Mỹ được đặt theo mũi Gloucester ở Papua New Guinea, nơi diễn ra Trận chiến mũi Gloucester. Chỉ hoàn tất khi Thế Chiến II ở vào giai đoạn kết thúc, con tàu chỉ hoạt động trong ít lâu cho đến khi xuất biên chế năm 1946. Trong thành phần dự bị, nó được xếp lại lớp như một tàu sân bay trực thăng CVHE-109 vào năm 1955, rồi như một tàu vận chuyển máy bay AKV-9 vào năm 1959, nhưng không bao giờ hoạt động trở lại. Con tàu rút đăng bạ năm 1971 và bị bán để tháo dỡ sau đó. Cape Gloucester được tặng thưởng một Ngôi sao Chiến trận do thành tích phục vụ trong Thế Chiến II.

## Thiết kế và chế tạo
Với tên ban đầu là Willapa Bay, con tàu được đặt lườn tại xưởng tàu của hãng Todd Pacific Shipyards ở Tacoma, Washington vào tháng 11 năm 1943. Nó được đổi tên thành Cape Gloucester vào ngày 26 tháng 4 năm 1944 trước khi được hạ thủy vào ngày 12 tháng 9 năm 1944; được đỡ đầu bởi bà R. M. Griffin, và nhập biên chế vào ngày 5 tháng 3 năm 1945 dưới quyền chỉ huy của Hạm trưởng, Đại tá Hải quân J. W. Harris.

## Lịch sử hoạt động
Sau khi hoàn tất huấn luyện hoạt động tại Trân Châu Cảng, Cape Gloucester lên đường hướng sang khu vực chiến sự, đi đến Leyte, Philippines vào ngày 29 tháng 6, 1945, nơi nó gia nhập Đệ tam Hạm đội. Tham gia trận Okinawa, máy bay tiêm kích của nó đã hoạt động tuần tra chiến đấu trên không (CAP) để ngăn chặn những cuộc tấn công tự sát Kamikaze nhắm vào các tàu quét mìn hoạt động về phía Đông Okinawa từ ngày 5 đến ngày 17 tháng 7. Sau đó nó tham gia hoạt động không kích và trinh sát hình ảnh tàu bè và sân bay dọc theo bờ biển Trung Quốc cho đến ngày 7 tháng 8. Trong giai đoạn này, máy bay của nó đã bắn rơi nhiều máy bay đối phương và trợ giúp vào việc gây hư hại một tàu chở hàng tải trọng 700 tấn.
Sau một giai đoạn bảo vệ cho hoạt động quét mìn dọc theo bờ biển Nhật Bản, và chỉ hai tuần sau khi diễn ra lễ ký kết chính thức văn kiện đầu hàng trên thiết giáp hạm Missouri  (BB-63) vào ngày 2 tháng 9, Cape Gloucester đi đến Nagasaki, đưa mọi máy bay lên bờ để chuẩn bị tham gia Chiến dịch Magic Carpet. Đây là hoạt động vận chuyển để giúp hồi hương những tù binh chiến tranh Đồng Minh khỏi các trại tập trung ở Kyūshū. Nó lên đường đi Okinawa, đưa những cựu tù binh lên bờ, và sau đó thực hiện bốn chuyến đi khứ hồi để giúp hồi hương những cựu chiến binh đã hoàn thành nghĩa vụ từ Okinawa và Trân Châu Cảng về vùng bờ Tây.
Cape Gloucester đi đến Tacoma, Washington vào ngày 22 tháng 5, 1946, nơi nó được cho xuất biên chế vào ngày 5 tháng 11, 1946. Đang khi trong thành phần dự bị, con tàu được xếp lại lớp như một tàu sân bay trực thăng CVHE-109 vào ngày 12 tháng 6, 1955, rồi như một tàu vận chuyển máy bay AKV-9 vào ngày 7 tháng 5, 1959. Tuy nhiên con tàu không bao giờ hoạt động trở lại; tên nó được rút khỏi danh sách Đăng bạ Hải quân vào ngày 1 tháng 4, 1971, và nó bị bán để tháo dỡ sau đó.

## Phần thưởng
Cape Gloucester được trao tặng một Ngôi sao Chiến đấu do thành tích phục vụ trong Thế Chiến II.